# Dicranota pallidipes
Dicranota pallidipes är en tvåvingeart som beskrevs av Alexander 1933. Dicranota pallidipes ingår i släktet Dicranota och familjen hårögonharkrankar. Inga underarter finns listade i Catalogue of Life.